# باشگاه فوتبال زیر ۲۳ سال و آکادمی تاتنهام هاتسپر
آکادمی تاتنهام هاتسپر، سیستم رده جوانان باشگاه فوتبال تاتنهام هاتسپر است که به منظور آموزش و پرورش بازیکنان از سن هشت تا ۲۳ سالگی ایجاد شد. بسیاری از بازیکنانی که در آکادمی تاتنهام تربیت شده‌اند، قراردادهای حرفه‌ای با باشگاه امضا کردند و تعدادی از آنها پیراهن تیم ملی کشورشان را به تن کردند.
اخیرا، ذخیره‌ها را به عنوان تیم توسعه می‌شناسند تا هدف آن، یعنی تولید بازیکن برای تیم اصلی را منعکس کنند. اگرچه مسابقات برای بازیکنان زیر ۲۱ سال برگزار می‌شود، اما سه بازیکن بزرگسال مجاز حضور در ترکیب تیم هستند که به باشگاه این فرصت را می‌دهد تا بازیکنان تیم اصلی را محک بزند یا آمادگی آنها را برای بازگشت به میادین پس از آسیب‌دیدگی‌ها بسنجد.
از زمان تشکیل لیگ ذخیره‌ها در سال ۱۹۹۹، یک عنوان قهرمانی لیگ برتر ذخیره‌های جنوب را به دست آورده‌اند و در فصل تاسیس لیگ برتر زیر ۲۱ سال بارکلیز در سال ۲۰۱۲، نایب قهرمان شدند.

## تیم ذخیره‌ها
پبش از ایجاد آکادمی، تیم ذخیره‌های تاتنهام در فوتبال کامبینیشن بازی می‌کرد. در اصل این لیگ به عنوان لندن کامبینیشن و برای تیم‌های اصلی مستقر در لندن تأسیس شده بود و از سال ۱۹۱۹، تیم‌های ذخیره شرکت‌کنندگان این مسابقات بودند. از سال ۱۹۲۶ که نام این لیگ به فوتبال کامبینیشن تغییر کرد، باشگاه‌های خارج از لندن هم وارد این بازی‌ها شدند. ذخیره‌های تاتنهام در فصل‌های زیر قهرمان این لیگ شدند: ۲۰–۱۹۱۹، ۲۲–۱۹۲۱، ۲۶–۱۹۲۵، ۵۳–۱۹۵۲، ۵۶–۱۹۵۵، ۵۷–۱۹۵۶، ۶۲–۱۹۶۱، ۶۴–۱۹۶۳، ۶۶–۱۹۶۵، ۶۷–۱۹۶۶، ۶۸–۱۹۶۷، ۷۱–۱۹۷۰، ۷۲–۱۹۷۱، ۷۹–۱۹۷۸، ۸۰–۱۹۷۹، ۸۷–۱۹۸۶، ۸۸–۱۹۸۷، ۸۹–۱۹۸۸ و ۹۵–۱۹۹۴.
در سال ۱۹۹۹ لیگ برتر فوتبال آکادمی انگلستان شکل گرفت و تیم ذخیره‌های تاتنهام به این رقابت‌ها پیوست و تا پایان فصل ۰۹–۲۰۰۸، در آن شرکت کرد. ذخیره‌های تاتنهام در فصل ۰۶–۲۰۰۵، قهرمان دسته جنوبی لیگ برتر ذخیره‌های انگلستان شد.

## تیم جوانان
در سال ۱۹۲۳، تاتنهام توافق کرد تا جوانانش برای نورث‌فلیت یونایتد در لیگ کنت و جام حذفی بازی کند. نورث‌فلیت یونایتد در فصل ۲۴–۱۹۲۳، قهرمان این لیگ شد و در سال ۲۶–۱۹۲۵، قهرمان دسته ۱ لیگ کنت شدند، فصلی که با ثبت ۱۷۲ گل در ۳۶ بازی ماندگار شد. همچنین برای پنج دوره متوالی از فصل ۲۴–۱۹۲۳ تا ۲۸–۱۹۲۷، قهرمان مطلق جام برتر کنت بودند.
در فصل ۲۸–۱۹۲۷، نورث‌فلیت یونایتد به بخش شرقی لیگ فوتبال جنوبی پیوست، اما در سال ۱۹۳۰ از این لیگ جدا شد و به همان لیگ کنت بازگشت. در سال ۱۹۳۱ و با هماهنگی بین این دو باشگاه به وضعیت تیم مهد کودک کامل ارتقا یافت و دوره‌ای آغاز شد که طی آن هر فصل حداقل ۱۱۰ گل در مسابقات لیگ به ثمر رساندند. نورث‌فلیت با قهرمانی در لیگ دسته ۱ کنت و جام لیگ کنت در فصل‌های ۳۲–۱۹۳۱ و ۳۵–۱۹۳۴، دو بار دوگانه را به دست آورد و در فصل ۳۶–۱۹۳۵ قهرمان لیگ شد و یک دوگانه دیگر را با قهرمانی در لیگ دسته ۱ کنت و جام لیگ کنت فصل ۳۷–۱۹۳۶ ثبت کرد (در این فصل برای سومین بار پیاپی قهرمان لیگ شدند). آنها قهرمان جام برتر کنت در فصل ۳۸–۱۹۳۷ و قهرمان لیگ دسته ۱ کنت در فصل ۳۹–۱۹۳۸ شدند.
با وقفه جنگ جهانی دوم، رقابت‌های لیگ و به دنبالش تیم جوانان منحل شدند.
در سال ۱۹۴۸ تاتنهام یک تیم «الف» از بازیکنان ۱۸ سال به پایین را وارد لیگ شهرستان‌های شرقی کرد که در اولین فصل خود قهرمان جام اتحادیه و در دومین فصل خود قهرمان لیگ و جام شرق انگلیس شدند. در فصل ۵۸–۱۹۵۷ بار دیگر هر دو عنوان لیگ و جام شرقی انگلیس را به دست آوردند و در فصل بعد قهرمان جام اتحادیه شدند. آنها سه قهرمانی متوالی لیگ را در فصل‌های ۶۰–۱۹۵۹، ۶۱–۱۹۶۰ و ۶۲–۱۹۶۱ کسب کردند. در سال ۱۹۶۳، لیگ شهرستان‌های شرقی را ترک کردند تا به لیگ متروپولیتن بپیوندند. در فصل ۶۷–۱۹۶۶ جام قهرمانی را در این لیگ و همچنین جام اتحادیه را در فصل ۶۴–۱۹۶۳ و جام حرفه‌ای را در ۶۵–۱۹۶۴ بالای سر بردند. در سال ۱۹۶۹ به لیگ شهرستان‌های جنوب‌شرق پیوستند و تا زمان تشکیل تیم آکادمی در سال ۱۹۹۸، در آن رقابت کردند و سه بار بین سال‌های ۱۹۶۹ و ۱۹۷۳ و چندین بار در دهه‌های ۱۹۸۰ و ۱۹۹۰ قهرمان آن لیگ شدند.
این تیم در طول دوران حضور خود در لیگ شهرستان‌های شرقی، در وایت‌هارت‌لین و همچنین در زمین لوفیلد هودسدون تاون (۱۹۵۱–۱۹۵۰)، ورزشگاه شهر هادزدون (۵۲–۱۹۵۱) و بروکفیلدزلین شهر چزنت (۱۹۶۳–۱۹۵۲) بازی کرد.
در سال ۱۹۶۳، لیگ شهرستان‌های شرقی را ترک کردند تا به لیگ متروپولیتن بپیوندند. در فصل ۶۷–۱۹۶۶ جام قهرمانی را در این لیگ و همچنین جام اتحادیه را در فصل ۶۴–۱۹۶۳ و جام حرفه‌ای را در ۶۵–۱۹۶۴ بالای سر بردند. در سال ۱۹۶۹ به لیگ شهرستان‌های جنوب شرق پیوستند و تا زمان تشکیل تیم آکادمی در سال ۱۹۹۸، در آن رقابت کردند و سه بار بین سال‌های ۱۹۶۹ و ۱۹۷۳ و چندین بار در دهه‌های ۱۹۸۰ و ۱۹۹۰ قهرمان آن لیگ شدند. ( در سال‌های ۷۰–۱۹۶۹، ۷۱–۱۹۷۰، ۷۳–۱۹۷۲، ۷۹–۱۹۷۸، ۸۱–۱۹۸۰، ۸۶–۱۹۸۵، ۹۰–۱۹۸۹، ۹۲–۱۹۹۱، ۹۳–۱۹۹۲ و ۹۵–۱۹۹۴)  همچنین تیم جوانان در سال‌های ۱۹۷۰، ۱۹۷۴ و ۱۹۹۰ قهرمان جام حذفی جوانان شد. این تیم ابتدا جام لیگ شهرستان‌های جنوب شرق را در سال ۱۹۸۵ به دست آورد و سپس این قهرمانی را در سال‌های ۱۹۸۶، ۱۹۸۸، ۱۹۹۱ (مشترک)، ۱۹۹۲، ۱۹۹۳، ۱۹۹۶ و ۱۹۹۷ تکرار کرد.
همچنین، ذخیره‌های تیم جوانان، که به نام‌های جونیورها یا کلت‌ها شناخته می‌شدند و عمدتاً از بازیکنان جوان‌تر تشکیل شده بود، در لیگ شهرستان‌های جنوب شرق شرکت کردند. این لیگ در ابتدا به دو لیگ بزرگسالان و لیگ نوجوانان تقسیم شد، اما از فصل ۸۶–۱۹۸۵، دسته یک این لیگ برای تیم جوانان و دسته دو آن برای نوجوانان بود.
لیگ برتر جوانان انگلستان در سال ۱۹۹۷ تشکیل شد و در سال ۱۹۹۸ گسترش یافت و به لیگ برتر آکادمی انگلستان تغییر نام داد و تیم جوانان تاتنهام، لیگ شهرستان‌های جنوب شرقی را ترک کرد.

## آکادمی
آکادمی تاتنهام هاتسپر برای آموزش و پرورش بازیکنان از سنین ۸ تا ۲۳ سالگی ایجاد شد و فوتبالیست‌های جوان ۸ تا ۱۸ سال را با حدود ۱۵۰ بازیکن که توسط ۳۰ کارمند تمام‌وقت و پاره‌وقت اداره می‌شود، هدایت می‌کند. شبکه‌ای متشکل از ۳۵ استعدادیاب، وظیفه یافتن بهترین استعدادهای محلی، ملی و بین‌المللی را بر عهده دارند. در سن زیر ۱۶ سال که بازیکن در مرحله رشد است، عصرها و آخر هفته‌ها آموزش می‌بینند و تمرینات و مسابقاتشان برگزار می‌شود. در عین حال دوره تحصیلشان را به‌صورت تمام‌وقت می‌گذرانند. با گذر از ۱۶ سالگی، استعدادهای برتر با یک قرارداد تمام‌وقت ۲ ساله، وارد آکادمی زیر ۱۸ سال می‌شوند که شامل یک برنامه تحصیلی در کنار تعهدات فوتبالی آنها می‌شود. بازیکنان معمولاً در سال‌های اول و دوم، مرحله پیشرفت حرفه‌ای را می‌گذرانند و پس از اتمام این دو سال، قرارداد حرفه‌ای به آنها پیشنهاد می‌شود یا آزاد می‌شوند. در جایی که امید به پیشرفت یک بازیکن می‌رود یا به دلیل مصدومیت عقب افتاده است، این امکان وجود دارد که سال سوم را نیز استثناً در آکادمی بگذراند.
بازیکنان برجسته‌ای که از تربیت‌شدگان آکادمی تاتنهام هستند؛  هری کین، لدلی کینگ، جیک لیورمور، رایان میسون، دنی رز, اندروس تاونزند، کایل واکر-پیترز و هری وینکس، که همگی به نمایندگی از کشورشان در سطح ملی رقابت کرده‌اند.
در سال ۲۰۱۷، بازیکن تازه بازنشسته و سابق تاتنهام، اسکات پارکر مربی تیم زیر ۱۸ سال شد. در ژوئیه ۲۰۱۸، پارکر تاتنهام را ترک کرد تا مربی تیم اول آخرین باشگاه دوران بازیش، فولام شود. مربی فعلی تیم زیر ۱۸ سال استوارت لوئیس است که در ژوییه ۲۰۲۱ معرفی شد تا جایگزین مت تیلور شود که از سال ۲۰۱۹ مربی تیم بود.
مربی فعلی آکادمی دین رستریک است که در سال ۲۰۲۰ از سمت مربی اجرایی به این سمت برگزیده شد. پس از آنکه جان مک‌درموت، سمتش را برای کسب جایگاه دستیار فدراسیون فوتبال ترک کرد، رستریک جانشین او شد و سپس، تنها چند ماه بعد، مک‌درموت مدیر فنی فدراسیون فوتبال شد. مک‌درموت به مدت ۱۵ سال با باشگاه تاتنهام همکاری داشت.

## تیم توسعه
به بازیکنانی که در آکادمی پیشرفت کرده‌اند و پتانسیل خود را برای بازی در سطوح بالاتر نشان داده‌اند، قراردادهای حرفه‌ای پیشنهاد می‌شود و سپس به تیم توسعه ملحق خواهند شد؛ تیم توسعه‌ای که جایگزین تیم ذخیره‌ها شد. همچنین ممکن است بازیکنان زیر ۲۱ سال از باشگاه‌های دیگر یا بازیکنان آزاد که خود را در آزمون‌های باشگاه ثابت کرده‌اند به تیم توسعه ملحق شوند. هدف از تیم توسعه، تولید بازیکنان جدید برای تیم اصلی است، اگرچه ورود به تیم بزرگسالان برای یک بازیکن جوان کار آسانی نیست. علاوه بر حضور در رقابت‌های زیر ۲۱ سال، بازیکنان ممکن است به باشگاه‌های دیگر در لیگ‌های پایین‌تر یا گاهی به باشگاه‌های خارج از کشور قرض داده شوند تا تجربه کسب کنند و به پیشرفتشان کمکی شود.
کلایو آلن از ابتدای فصل ۰۶–۲۰۰۵ سرمربی تیم ذخیره‌ها شد. در آن زمان، بازی‌های خانگی تیم در برودهال وی، زمین خانگی استیونیج بورو برگزار می‌شد. از فصل ۰۸–۲۰۰۷، مسابقات خانگی در زمین خانگی لیتون اورینت، ورزشگاه مچ‌روم برگزار شد. در ۱۲ ژوئن ۲۰۰۹، باشگاه اعلام کرد که برای فصل ۱۰–۲۰۰۹، هیچ تیمی را وارد لیگ ذخیره‌ها نخواهد کرد. در عوض، بازیکنان ذخیره برای کسب تجربه حضور در تیم اول، به سایر تیم‌ها قرض داده می‌شوند و در صورت لزوم، مسابقات دوستانه در طول فصل ترتیب داده می‌شود تا آمادگی بازیکنانی که از مصدومیت بازمی‌گردند، بررسی شود.
پس از سه فصل عدم شرکت در لیگ ذخیره‌ها، باشگاه موافقت کرد که از فصل ۱۳–۲۰۱۲ در لیگ تازه‌تاسیس لیگ برتر زیر ۲۱ سال بارکلیز رقابت کند.
در ژوئیه ۲۰۱۴، مدافع سابق استون ویلا و میدلزبرو، اوگو اهیوگو مربی ت زیر ۲۱ سال شد و همچنین پس از آن به صورت پاره-وقت در آکادمی مسئولیت داشت. در ۲۰ اوریل ۲۰۱۷ در زمین تمرین تاتنهام، ایهیوگو دچار حمله قلبی شد و به زمین افتاد و روز بعد در سن ۴۴ سالگی درگذشت. دو ماه بعد، تاتنهام، مربی سابق داگنم و ردبریج، وین برنت را به عنوان جانشین ایهیوگو اعلام کرد. در حال حاضر، برنت عنوان مربی زیر ۲۳ سال را در اختیار دارد.

## فصل‌های شاخص

### فصل ۰۶–۲۰۰۵
مربی جدید تیم، کلایو آلن، تیم ذخیره‌ها را به اولین عنوان قهرمانی لیگ برتر ذخیره‌های جنوب رساند. از اواسط دسامبر تا پایان فصل، صدرنشین بلامنازع بودند و در طول فصل، تنها سه شکست داشتند. در پلی‌آف لیگ برتر ذخیره‌های بارکلیز، که با حضور قهرمانان دو لیگ ذخیره‌های جنوبی و شمالی به میزبانی ورزشگاه الدترافورد برگزار شد، ذخیره‌های تاتنهام با نتیجه ۲–۰ مغلوب ذخیره‌های منچستر یونایتد شد.

### فصل ۱۳–۲۰۱۲
تیم زیر ۲۱ سال تاتنهام در نیم فصل اول از گروه ۲ لیگ برتر زیر ۲۱ سال بارکلیز به رتبه نخست رسید و به گروه برگزیدگان راه یافت. با قهرمانی در گروه برگزیدگان، به مرحله حذفی در پایان فصل رسیدند و با غلبه بر تمامی رقبا تا فینال پیش رفتند، اما در نهایت ۳–۲ به زیر ۲۱ ساله‌های منچستریونایتد باختند.

## افتخارات
| افتخارات آکادمی تاتنهام | افتخارات آکادمی تاتنهام | افتخارات آکادمی تاتنهام       | افتخارات آکادمی تاتنهام |
| رقابت                   | سطح                     | قهرمانی                       | نائب‌قهرمانی             |
| ----------------------- | ----------------------- | ----------------------------- | ----------------------- |
| لیگ برتر آکادمی (جنوب)  | داخلی                   | (۱): ۲۰۰۶                     | (۱): ۲۰۰۹               |
| جام حذفی جوانان         | داخلی                   | (۳): ۱۹۷۰، ۱۹۷۴، ۱۹۹۰         | (۲): ۱۹۸۱، ۱۹۹۵         |
| لیگ برتر زیر ۲۱ سال     | داخلی                   | گروه ۲ / گروه برگزیده ۱۳–۲۰۱۲ | (۱): ۱۳–۲۰۱۲            |
| تورنمنت یوروفوت         | بین‌المللی               | (۲): ۲۰۰۷، ۲۰۱۱               | ---                     |
| جام چمپیونشیپ لیگ برتر  | بین‌المللی               | (۱): ۲۰۱۴                     | ---                     |
| جام لایِن سیتی           | بین‌المللی               | (۱): ۲۰۱۵                     | ---                     |

## بازیکنان

### زیر ۲۳ سال
| شماره |               | پست   | بازیکن                            |
| ----- | ------------- | ----- | --------------------------------- |
| 42    | انگلستان      | هافبک | هاروی وایت                        |
| 46    | انگلستان      | مدافع | ملاکی فگان-والکات                 |
| 48    | استونی        | مدافع | ماکسیم پاسکوتشی                   |
| 49    | انگلستان      | مدافع | توبی اوموله                       |
| 50    | سیرالئون      | مدافع | کالوم سیزی                        |
| 51    | اسکاتلند      | هافبک | متیو کریگ                         |
| 53    | انگلستان      | مدافع | بروکلین لاینز-فاستر (کاپیتان دوم) |
| 54    | جمهوری ایرلند | هافبک | جیمی باودن                        |
| 55    | انگلستان      | هافبک | رومین موندل                       |
| 56    | انگلستان      | هافبک | جی نیل بنت                        |
| 57    | انگلستان      | مدافع | مارسل لوینیر                      |

| شماره |          | پست       | بازیکن           |
| ----- | -------- | --------- | ---------------- |
| 59    | نیجریه   | دروازه‌بان | جاشوا اولوایمی   |
| 62    | انگلستان | مدافع     | مارکس موییر      |
| 65    | فرانسه   | دروازه‌بان | تیموتی لو-توتالا |
| 66    | اسپانیا  | هافبک     | یاگو سانتیاگو    |
| 71    | انگلستان | هافبک     | مکس رابسون       |
| 72    | انگلستان | هافبک     | جرمی موکندی      |
| 83    | نروژ     | دروازه‌بان | ایساک سولبرگ     |
| —     | انگلستان | مدافع     | درمی لوزالا      |

#### قرض داده شده
| شماره |               | پست   | بازیکن                                       |
| ----- | ------------- | ----- | -------------------------------------------- |
| 39    | جمهوری ایرلند | مهاجم | تروی پروت (در میلتون کینز دونز تا پایان فصل) |
| 43    | انگلستان      | هافبک | نیل جان (در چارلتون اتلتیک تا پایان فصل)     |

| شماره |          | پست       | بازیکن                                                                                           |
| ----- | -------- | --------- | ------------------------------------------------------------------------------------------------ |
| 60    | لهستان   | دروازه‌بان | کسپر کوریلوویتچ (در پوترز بار تاون اما واجد شرایط تمرین و بازی برای تیم زیر ۲۳ سال تاتنهام است.) |
| 78    | انگلستان | مهاجم     | کیون اتت (در چلتنهام تا پایان فصل)                                                               |

### زیر ۱۸ سال

#### بازیکنان سال دوم آکادمی
| شماره |          | پست       | بازیکن               |
| ----- | -------- | --------- | -------------------- |
| 44    | انگلستان | مهاجم     | دین اسکارلت (حرفه‌ای) |
| 45    | انگلستان | هافبک     | الفی دیواین (حرفه‌ای) |
| 73    | انگلستان | دروازه‌بان | آدام هیتون (حرفه‌ای)  |
| 98    | انگلستان | مدافع     | چارلی سیرز (حرفه‌ای)  |
| —     | انگلستان | دروازه‌بان | آرون مگوایر          |
| —     | انگلستان | مدافع     | جردن هکت             |

| شماره |          | پست   | بازیکن         |
| ----- | -------- | ----- | -------------- |
| —     | انگلستان | هافبک | دانته کاسانووا |
| —     | انگلستان | هافبک | جزرئیل دیویس   |
| —     | انگلستان | هافبک | کیلون هیسمن    |
| —     | انگلستان | هافبک | روشاون ماثورین |
| —     | انگلستان | هافبک | الیدر ترنر     |
| —     | آلبانی   | مهاجم | رنالدو توررای  |

#### بازیکنان سال اول آکادمی
| شماره |              | پست       | بازیکن              |
| ----- | ------------ | --------- | ------------------- |
| 89    | ایرلند شمالی | مهاجم     | جیمی دانلی (حرفه‌ای) |
| —     | انگلستان     | دروازه‌بان | لوکا گانتر          |
| —     | انگلستان     | دروازه‌بان | آرون مک‌گوایر        |
| —     | ولز          | مدافع     | ویل اندییاپان       |
| —     | انگلستان     | مدافع     | برندون برایان-واو   |
| —     | انگلستان     | مدافع     | جازیاه لینتون       |
| —     | انگلستان     | مدافع     | مکسول مک‌نایت        |

| شماره |          | پست   | بازیکن        |
| ----- | -------- | ----- | ------------- |
| —     | انگلستان | هافبک | جرج ابوت      |
| —     | انگلستان | هافبک | توماس بلاکسام |
| —     | انگلستان | هافبک | بیلی هیپس     |
| —     | انگلستان | هافبک | ریو کیرمیتن   |
| —     | انگلستان | هافبک | رایلی اوون    |
| —     | انگلستان | هافبک | اکسل پایسولد  |
| —     | انگلستان | مهاجم | جیدن ویلیامز  |

## بازیکنان شاخص تیم جوانان یا فارغ‌التحصیلان آکادمی تاتنهام هاتسپر
لیست زیر از بازیکنان تیم جوانان یا فارغ‌التحصیلان آکادمی از زمان جنگ جهانی دوم است که حداقل در یک بازی رقابتی تیم اول برای تاتنهام بازی کرده‌اند و حداقل یک بازی ملی کامل داشته‌اند. بازیکنانی که هنوز در حال حاضر برای باشگاه بازی می‌کنند، نامشان پررنگ شده و سایر بازیکنانی که هنوز در فوتبال فعالند، نامشان کج شده هستند.
- ادی بایلی
- نیک بارمبی
- نبیل بن‌طالب
- مارک باون
- نوئل برادراستون
- رونی برجس
- استیون کار
- کمرون کارتر-ویکرز
- استیون کاکر (برای تیم ملی انگلستان هم بازی کرد.)
- سول کمبل
- پیتر کراوچ
- تد دیچبورن
- انتونی گئورگیو
- فیل گری
- رون هنری
- مل هاپکینز
- گلن هادل
- کریس هیوتون
- هری کین
- استیون کلی
- لدلی کینگ
- جیک لیورمور
- ماسیمو لونگو
- رایان میسون
- کریس مک‌گرث
- پل مک‌وی
- بیل نیکلسون
- تروی پاروت
- ماکسیم پاسکوتشی
- توماش پکهارت
- استیو پریمان
- جیمی ردکاپ
- استفن رابینسون
- دنی رز
- گریم سونس
- اندروس تاونزند
- میلوش ولیکوویچ
- یان واکر
- کایل واکر-پیترز
- کیت ولر
- هری وینکس
- لوک یانگ

لیست زیر از بازیکنان تیم جوانان یا آکادمی از زمان جنگ جهانی دوم است که یک بازی ملی کامل داشته‌اند اما هرگز در یک بازی رقابتی تیم اول برای تاتنهام بازی نکرده‌اند. بازیکنانی که هنوز در حال حاضر برای باشگاه بازی می‌کنند، نامشان پررنگ شده و سایر بازیکنانی که هنوز در فوتبال فعالند، نامشان کج شده هستند.
- بابی الموند
- جردن آرچر
- کالوم سزی
- سم کاکس
- سیمون داوکینز
- کری دیکسون
- کوئینتون فورچون
- زین فرانسیس-انگول
- وارن هکت
- اسکار یانسون
- یاسر قاسم
- پل-ژوزه ام‌پوکو
- کریستین ماگوما
- جاکوئس ماگوما
- رمل شریف
- کیران تونر
- ویلیام تروست اکنگ

لیست اضافی زیر از بازیکنان تیم جوانان یا فارغ‌التحصیلان آکادمی، اگرچه در یک بازی ملی کامل حضور نداشته‌اند، اما در ۱۰۰ بازی رقابتی یا بیشتر برای تیم اول تاتنهام هاتسپر پس از جنگ جهانی دوم ظاهر شده‌اند. بازیکنانی که در حال حاضر برای باشگاه بازی می‌کنند، نامشان پررنگ شده و سایر بازیکنانی که هنوز در فوتبال فعالند، نامشان کج شده هستند.
- فیل بیل
- گری بروک
- ادی کلیتون
- استیون کلمنس
- بری داینز
- ری اوانز
- مارک فالکو
- تامی هارمر
- میکی هازارد
- دیوید هاولز
- کریس جونز
- تونی مارکی
- پل میلر
- جیمی نیبور
- کیث ازگود
- جیمی پیرس
- جان پرت
- وینی سم‌ویز
- فرانک سول

## تاریخچه مربیان تیم ذخیره‌ها / سرمربی تیم توسعه
جایگاه مربی تیم ذخیره‌ها اغلب توسط دستیار مربی باشگاه پر می‌شد.
- ادی بایلی (دستیار مربی ۱۹۷۴–۱۹۶۳)[۵۹]
- پت ولتون (مربی تیم ذخیره‌ها ۱۹۷۶–۱۹۷۴)[۶۰][۶۱]
- پیتر شریوز (مربی تیم ذخیره‌ها ۸۰–۱۹۷۷)
- رابین "روبی" استپنی (مربی تیم ذخیره‌ها ۸۴–۱۹۸۰)[۶۲][۶۳]
- جان پرت (مربی تیم ذخیره‌ها / دستیار مربی ۸۶–۱۹۸۴)[۶۴]
- داگ لیورمور (مربی تیم ذخیره‌ها ۸۷–۱۹۸۶)
- پت هالند (مربی تیم ذخیره‌ها ۱۹۹۵–۱۹۸۸)
- راجر کراس (مربی تیم ذخیره‌ها / دستیار مربی ۹۷–۱۹۹۵)
- کریس هیوتون (مربی تیم ذخیره‌ها ۲۰۰۱–۱۹۹۹)
- کولین کالدروود (مربی تیم ذخیره‌ها ۲۰۰۳–۲۰۰۱)
- کلایو آلن (مربی تیم ذخیره‌ها ۲۰۰۸–۲۰۰۵)

تیم ذخیره‌ای وجود نداشت ۲۰۱۲–۲۰۰۹
- جان مک‌درموت (سرپرست مربیگری و توسعه ۲۰۲۰–۲۰۱۶)[۶۵]
- وین برنت (مربی زیر-۲۳ سال حال–۲۰۱۷)
- دین رستریک (مربی آکادمی و سرپرست امور اجرایی و عملکرد حال–۲۰۲۰)

## تاریخچه مربیان آکادمی
- جان مک‌درموت (۲۰۰۵–۲۰۲۰)
- دین رستریک (حال–۲۰۲۰)

## تاریخچه مربیان زیر ۱۸ سال/جوانان تاتنهام
تا پیش از فصل ۱۹۶۹، تاتنهام مربی تمام وقت برای تیم جوانان نداشت. جیمی اندرسون از سال ۱۹۳۴ تا ۱۹۳۹ مسئولیت تیم جوانان نورث‌فلیت را بر عهده داشت و احتمالاً می‌شود گفت به گونه‌ای مربی تیم جوانان تاتنهام بود.

- پت ولتون (۱۹۷۴–۱۹۶۹)[۶۶][۶۸]
- پیتر شریوز (۱۹۷۴–۱۹۷۷)
- جان پرت (۱۹۸۳–۸۴)
- کیت بلانت (۱۹۸۴–۱۹۸۷)
- کیث والدون (۱۹۹۴–۱۹۸۷)[۶۹]
- دس بولپین (۱۹۹۵–۱۹۹۴)[۷۰]
- کالین رید (۱۹۹۸–۱۹۹۵)
- الکس اینگلتورپ (۲۰۱۲–۲۰۰۶)
- کیرن مک‌کنا (۲۰۱۶–۲۰۱۵)[۷۱]
- جان مک‌درموت (۲۰۱۷–۲۰۱۶)[۷۲]
- اسکات پارکر (۲۰۱۸–۲۰۱۷)
- مت ولز (۲۰۱۹–۲۰۱۸)[۷۲][۷۳]
- جان مک‌درموت (۲۰۱۹)[۷۲]
- مت تیلور (۲۰۲۱–۲۰۱۹)
- استوارت لوئیس (حال–۲۰۲۱)